# Nesidiochernes novaeguineae
Espèce
Nesidiochernes novaeguineae est une espèce de pseudoscorpions de la famille des Chernetidae.

## Distribution
Cette espèce est endémique de la province de Sepik oriental en Papouasie-Nouvelle-Guinée. Elle se rencontre vers Maprik.

## Description
Les femelles mesurent de 2,5 à 2,7 mm.

## Étymologie
Son nom d'espèce lui a été donné en référence au lieu de sa découverte, la Nouvelle-Guinée.

## Publication originale
- Beier, 1965 : Die Pseudoscorpioniden Neu-Guineas und der benachbarten Inseln. Pacific Insects, vol. 7, no 4, p. 749-796 (texte intégral).